# Виборчий округ 143
Виборчий округ 143 — виборчий округ в Одеській області. В сучасному вигляді був утворений 28 квітня 2012 постановою ЦВК №82 (до цього моменту існувала інша система виборчих округів). Окружна виборча комісія цього округу розташовується в будівлі Ізмаїльської міської ради за адресою м. Ізмаїл, просп. Незалежності, 62.
До складу округу входять місто Ізмаїл, а також Ізмаїльський, Ренійський райони, частина Болградського району (Баннівська, Василівська, Табаківська, Виноградівська та Владиченська сільські ради). Виборчий округ 143 межує з округом 142 на півночі, з округом 141 на сході, обмежений державним кордоном з Румунією на півдні та з Молдовою на заході. Виборчий округ №143 складається з виборчих дільниць під номерами 510291 — 510295, 510297, 510316, 510380 — 510406, 510707 — 510726, 510978 — 511012 та 511451.

## Народні депутати від округу
| Ім'я                          | Фото | Партія          | Скликання | Дата набуття повноважень | Дата припинення повноважень |
| ----------------------------- | ---- | --------------- | --------- | ------------------------ | --------------------------- |
| Крук Юрій Борисович           |      | Партія регіонів | 7-ме      | 12 грудня 2012           | 27 листопада 2014           |
| Урбанський Олександр Ігорович |      | Сильна Україна  | 8-ме      | 27 листопада 2014        | 29 серпня 2019              |
| Урбанський Анатолій Ігорович  |      | самовисуванець  | 9-те      | 29 серпня 2019           |                             |

## Результати виборів

### Парламентські

#### 2019
Кандидати-мажоритарники:
- Урбанський Анатолій Ігорович (самовисування)
- Куртєв Віктор Владиславович (Слуга народу)
- Стоянова Алла Андріївна (Батьківщина)
- Куртєв Федір Васильович (Опозиційний блок)
- Затцепіна Аіда Михайло кизи (самовисування)
- Пасінчук Олексій Володимирович (самовисування)

#### 2014
Кандидати-мажоритарники:
- Урбанський Олександр Ігорович (Сильна Україна)
- Дубовой Олександр Федорович (самовисування)
- Пастух Ігор Миколайович (самовисування)
- Шидєрев Дмитро Дмитрович (самовисування)
- Боделан Володимир Русланович (самовисування)
- Плачков Іван Васильович (самовисування)
- Пундик Микола Володимирович (самовисування)
- Барінов Дмитро Анатолійович (Народний фронт)
- Пундик Іван Іванович (самовисування)
- Страшилін В'ячеслав Михайлович (самовисування)
- Павлухін Сергій Олександрович (самовисування)
- Волков Максим Георгійович (самовисування)
- Якусевич Юрій Геннадійович (Радикальна партія)
- Дешко Сергій Дмитрович (самовисування)
- Дрозд Руслан Володимирович (самовисування)
- Кручок Наталія Сергіївна (самовисування)
- Орєхова Валентина Іванівна (самовисування)
- Чиркова Тетяна Вадимівна (самовисування)
- Шутова Марина Аркадіївна (самовисування)
- Вискребцова Вікторія Вікторівна (самовисування)
- Таранова Олександра Леонтіївна (самовисування)
- Гаврилюк Андрій Анатолійович (самовисування)
- Ворончихін Сергій Іванович (самовисування)
- Кузневич Юрій Ігорович (самовисування)
- Одинокий Вадим Васильович (самовисування)
- Ролін Станіслав Юрійович (самовисування)

#### 2012
Кандидати-мажоритарники:
- Крук Юрій Борисович (Партія регіонів)
- Боделан Володимир Русланович (самовисування)
- Пастух Ігор Миколайович (самовисування)
- Бабіч Олег Іванович (самовисування)
- Онос Юрій Васильович (Комуністична партія України)
- Келіогло Василь Григорійович (УДАР)
- Страшилін В'ячеслав Михайлович (самовисування)
- Руссу Роман Степанович (самовисування)
- Чепой Іван Григорійович (Соціалістична партія України)
- Дубенко Георгій Миколайович (самовисування)
- Андріанов Ігор Юрійович (Руський блок)
- Георгієв Іван Васильович (самовисування)
- Болозович Ярослав Олегович (самовисування)
- Загорюк Сергій Севастьянович (самовисування)

## Явка
Явка виборців на окрузі: